# Северо-Казахстанская областная универсальная научная библиотека имени С. Муканова
Северо-Казахстанская областная универсальная научная библиотека им. Сабита Муканова — крупнейшая библиотека в Северо-Казахстанской области, методический центр для городских и районных библиотек области.
Сегодня ОУНБ им. С. Муканова — это 15 функциональных отделов и секторов, в которых трудятся 72 человека, 53 из них библиотечные работники. Обслуживание читателей в библиотеке ведется через систему читальных залов и абонементов, в том числе через Службу электронной доставки документов.
В распоряжении читателей более чем 500-тысячный библиотечный фонд универсального содержания, современно оснащенные компьютеризированные отделы Библиотеки, интернет-центр, доступ к электронному каталогу библиотеки и правовым базам данных.
В ноябре 1996 года у здания библиотеки установлен бюст Сабита Муканова.

## История
Возникновение библиотек в Петропавловске относится к 80-м годам XIX века.
По данным справочника «Памятная книжка Акмолинской области на 1887 г.», Омск, 1887 г. в Петропавловске имелась одна библиотека.
В начале XX века Петропавловская городская библиотека Попечительства о народной трезвости размещалась в городской столовой-чайной. Для неё здесь была выделена отдельная комната. Посетители читали газеты, журналы, книги. Абонемент работал ежедневно, а читальня все часы вместе с работой чайной. На дом книги выдавались всем желающим бесплатно. В 1905 году Петропавловская библиотека насчитывала 2859 человек читателей.
15 апреля 1934 года бюро Карагандинского обкома ВКП(б) постановило: «Предложить ОблОНО не позднее 10 мая 1934 года реорганизовать Петропавловскую городскую центральную библиотеку в областную…».
Городская библиотека в то время была расположена на улице Караванной (ныне К.Сутюшева),14. В передвижном фонде библиотека имела тысячу книг.
В связи с образованием Северо-Казахстанской области в 1936 году Карагандинская областная библиотека переименована в Северо-Казахстанскую областную библиотеку. В 1936 году библиотека приступила к самостоятельному формированию книжного фонда, в рамках средств (13 тысяч рублей), выделенных бюджетом Северо-Казахстанской области.
C 1941 по 1973 годы библиотека располагалась в одноэтажном здании по ул. Ленина (ныне Конституции Казахстана)41.
В 1973 году в городе Петропавлоск построили новое здание библиотеки. В связи с расширением площади в библиотеке были образованы отделы: книгохранения, обслуживания специалистов сельского хозяйства, литературы по искусству, литературы на иностранных языках, межбиблиотечный абонемент, обменно-резервный фонд.
Постановлением Совета Министров Казахской ССР 23 мая 1973 года библиотеке было присвоено имя Сабита Муканова.
В Библиотеке имеется два музея:
- Мемориальная комната-музей Сабита Муканова, открыта в 1980 году.
- Музей редкой книги, создан в 1996 году.

## Фонды Библиотеки

### Основной книжный фонд
Книжный фонд ОУНБ им. С. Муканова насчитывает более 500 тысяч книг. Кроме книг, библиотека получает свыше 500 наименований отечественных, зарубежных периодических изданий на государственном и других языках. В состав фонда входят: книги, периодика, аудиокниги, электронные издания, карты, нотные издания. Особую ценность фонда представляют коллекция редких книжных собраний — 16—17 вв.

### Электронный фонд
Электронный фонд начал создаваться с 90-х годов прошлого века. Объем фонда по состоянию на январь 2013 года составляет около 500 э-копии.

### Краеведческий фонд
Фонд составляет 2,5 тыс. экземпляров.
Основу краеведческого фонда составляют книги и брошюры о Северо-Казахстанской области, о жизни и деятельности видных местных жителях, местные справочники, путеводители, слайды и фотографии с достопримечательностями города Петропавловска, произведения местных авторов. В фонде имеются интересные и редкие издания: «Памятная книжка и Адрес-Календарь Акмолинской области на 1912 год», «Памятная книжка Акмолинской области на 1887 год. Адрес-Календарь и географическо-статистические сведения», «Справочник по г. Петропавловску Акмолинской губернии — на 1925 год». Информационные ресурсы о крае включают в себя: краеведческий фонд, картотеки: «Редкий фонд Северо — Казахстанского архива» и «Хроника дат и событий Северо — Казахстанской области».

### Фонд отдела литературы по искусству
Фонд литературы по искусству содержит более 45 тыс. экз. печатных и электронных документов по всем видам искусств: книги по музыке, кино, театру, изобразительному искусству, архитектуре, музейному делу; альбомы по живописи, графике, скульптуре и декоративно-прикладному искусству, нотные издания, видео и компакт-диски. Наиболее ценной частью фонда являются книги, изданные в рамках государственной программы «Культурное наследие».

### Фонд литературы на иностранных языках
Фонд составляет свыше 7 тыс. изданий на многих языках народов мира: языковые и отраслевые словари и справочники, методические и учебные издания в помощь изучению и преподаванию иностранных языков; издания по разным отраслям науки и техники, беллетристика, страноведческая литература на разных языках мира.

### Фонд редких и ценных изданий
Основу редкого фонда составляют книги из:
- общественной библиотеки, при Петропавловской городской управе (1880 год),
- библиотеки Петропавловского реального училища,
- Петропавловской женской гимназии,
- частных библиотек купов Казанцевых и Смолиных.

Фонд редких изданий на 2012 год насчитывает около 3000 единиц хранения, пополнялся за счет книг, выписываемых из букинистических магазинов, книг, подаренных читателями.

## Комната-музей им. С. Муканова
Литературно-мемориальная комната-музей С.Муканова была открыта в 1980 году в год 80-летия писателя. На торжественном открытии присутствовал Габит Мусрепов.
Экспозиция музея, расположенная в стилизованной юрте, состоит из большого количества документальных материалов, фотографий и пояснительных текстов, магнитофонных лент с записями голоса писателя. В комнате-музее собраны личные вещи писателя: чернильный прибор, которым С.Муканов писал роман «Светлая любовь», трость, берек, кобыз, чапан и др.
В «Книге отзывов» оставили свои записи: Е.Евтушенко, И.Есенберлин, А.Кекилбаев, Б.Тулегенова и другие деятели культуры, зарубежные гости.

## Музей редких книг
Музей редкой книги открыт в 1996 году. Предмет особой гордости музея — редкий фонд, включающий около 3 тыс. экз. изданий. В нем собраны прижизненные и первые издания классиков литературы, искусства, науки, замечательные образцы полиграфического и переплетного искусства. В библиотеке читатель может перелистать страницы первой русской датированной книги «Остромирова Евангелия» (1056—1057). В музее можно найти многотомные энциклопедические издания, ценность которых не потеряна и по сегодняшний день: энциклопедические словари Брокгауза и Ефрона (1890—1907), братьев Гранат. Все мероприятия, связанные с историей книги, проходят в музее, ежегодно проводятся Дни Славянской письменности и культуры. К Всемирному дню книги 23 апреля проводятся просмотры литературы, обзоры, связанные с историей книги «Тысячелетие русской книжности». Регулярно проводятся экскурсии по музею.

## Мероприятия
Ежегодно библиотекой проводится свыше 100 только крупных массовых мероприятий, которые посещают около 5 тыс. человек.
Республиканские и областные конференции, дни информации, творческие встречи, круглые столы, литературные вечера, заседания клубов, экскурсии, презентации книг, Дни открытых дверей, веб-чаты, мастер-классы, просмотры новых поступлений и многое другое, — стали неотъемлемой частью интеллектуальной и творческой жизни нашего города.
Оформляются постоянно действующие книжно-иллюстративные выставки, выставки-сюрпризы, выставки-феерии, феерии новых книг, информационно-книжные площадки, книжные бренды, журнальные аллеи и многое другое.

## Режим работы библиотеки
Библиотека работает для пользователей с 10.00 до 19.00 без перерыва.
Виртуальная справочная служба работает круглосуточно.
Последний четверг каждого месяца — санитарный день.
Выходной день — понедельник.